# Naomi Chanda
Naomi Chanda (Chinsali, 1997) es una agricultora y formadora agrícola zambiana. En 2024, fue incluida en la lista de las 100 mujeres más influyentes del año de la BBC.

## Trayectoria
Chanda fue criada en el distrito de Chinsali por su madre después de que su padre falleciera cuando ella era una bebé. A pesar de la precaria situación familiar, su madre luchó para cubrir los gastos de la educación de Naomi, cuotas escolares, uniformes y otros elementos esenciales, y con el apoyo de la asociación CAMFED pudo completar la escuela secundaria.
En 2016, una vez terminada la secundaria, Chanda se formó como guía de estudiantes, brindando sesiones de habilidades para la vida y desarrollo personal. Estas sesiones, parte del programa “Mi Mundo Mejor”, tenían como objetivo mejorar la confianza de los estudiantes, sus habilidades para resolver problemas y adquirir conciencia de sus derechos y responsabilidades.
Chanda amplió su formación y se convirtió en Guía Agrícola de la primera granja en Chinsali de demostración climáticamente inteligente, establecida en tierras cedidas a CHAMFED por un jefe local utiliza técnicas sostenibles que reducen el desperdicio y mejoran la productividad. La granja también servía como centro de formación para mujeres jóvenes en técnicas de agricultura sostenible. Chanda y sus colegas han promovido prácticas como la plantación de cultivos resistentes a la sequía, el uso de estiércol en lugar de fertilizantes químicos y la integración de técnicas agroecológicas.
Chanda ha capacitado a más de 150 mujeres y niñas en la adaptación de prácticas agrícolas sostenibles. También ha llevado a cabo programas para la comunidad enseñando técnicas agrícolas a pequeños agricultores locales y niños en edad escolar. Estos esfuerzos tienen como objetivo crear resiliencia frente a desafíos ambientales como sequías prolongadas y lluvias erráticas.
Por su liderazgo dentro de la asociación CAMFED, en 2019 fue nombrada presidenta de distrito y en 2022 presidenta nacional de Zambia. Estos cargos implicaban la defensa de políticas que impidan el abandono escolar por causas económicas y que refuercen la educación de niñas y también el apoyo a iniciativas comunitarias.
A nivel personal, Chanda ha apoyado a las niñas vulnerables cubriendo sus gastos escolares y proporcionándoles uniformes y otros artículos esenciales. Además, ha gestionado un pequeño negocio de muebles para el hogar, utilizando las ganancias para ayudar a los niños desfavorecidos de su comunidad. Chanda convirtió la casa de su familia en un refugio para niñas, brindándoles un espacio seguro a aquellas que corrían el riesgo de contraer matrimonio precoz y apoyando sus proyectos educativos.

## Reconocimientos
En 2024, Naomi Chanda fue reconocida internacionalmente al ser incluida en la lista 100 Mujeres del año de la BBC, que destaca a las mujeres más inspiradoras e influyentes del mundo por su impacto y contribuciones a la sociedad durante ese año.